# Защук Геннадій Сергійович
Геннадій Сергійович Защук (нар. 19 листопада 1948, Миколаїв) — український баскетболіст. Заслужений тренер України (1991). Заслужений працівник фізичної культури і спорту України. Головний тренер національної чоловічої збірної команди України (2000—2005).

## Життєпис
Народився 19 листопада 1948 року у місті Миколаїв. У 1971 році закінчив Миколаївський педагогічний інститут.
Чемпіон всеукраїнських літніх спортивних ігор (1999), України (1989, 1991, 1996, 1997). Срібний призер Всесвітньої універсіади 2005 (м. Ізмір, Туреччина). Головний тренер чоловічої збірної студентської команди СРСР на Всесвітніх універсіадах 1987 (Югославія) та 1991 (Велика Британія).
У другій половині 80-х Геннадію Сергійовичу терміново, в силу обставин, запропонували очолити баскетбольну команду Миколаївського кораблебудівельного інституту, де він до цього був асистентом головного тренера. У середині 90-х Геннадію Сергійовичу довірили очолити головну клубну команду України «Будівельник».
У 2000—2005 рр. — Головний тренер національної чоловічої збірної команди України.
З 2006 року — Голова тренерської ради Федерації баскетболу України та керівник відділу збірних команд України.